# Tuikwerd
Tuikwerd (Gronings: Toekerd) is een wijk en voormalige wierde in Delfzijl, gelegen tussen het Eemskanaal en Damsterdiep.
De wijk dateert uit de jaren 1980, toen het onder het predicaat experimentele woningbouw ontwikkeld werd. Het bestaat uit vijf verschillende buurten: Kruidenoever, Rietkampen, Oogstbuurt, Vogelbuurt en Tuikwerd. Er is veel groen en er zijn verschillende typen huizen te vinden.

## Geschiedenis
Tuikwerd is genoemd naar de wierde, waarop drie boerderijen stonden. Waarschijnlijk bevond zich in de 13e en 14e eeuw een steenhuis bij Tuikwerd. De edelman Adolphus van Tukawerth wordt vermeld in 1284, hij was een invloedrijk edelman die het vooral de Appingedamsters moeilijk maakte; een zekere Homeco (Omke) van Tukewerth in 1317. De plaats komt ook voor als Tukewert, Tuquart, Toquart of Tuchwert. Op 19e-eeuwse kaarten komt Tuikwerd (foutief) voor als Trekwerd. De plaatsnaam Tuikwerd is mogelijk ontleend aan de persoonsnaam Tokke of Take (gevormd uit de Germaanse stam Thiad-), dan wel aan een viswerktuig tuka oftewel aalgeer, in het Gronings oaltoeke.
Tuikwerd behoorde tot de parochie en de rechtstoel van Farmsum, maar was een afzonderlijk buurtschap en tevens een waterschapsonderdeel ("zijl-eed"). In 1811 werd de kortstondige gemeente Farmsum opgeheven en tot 2021 maakten Farmsum en Tuikwerd deel uit van Delfzijl.
Langs het Damsterdiep en aan de oostzijde van de wierde werd in de 17e eeuw het Tuikwerder tichelwerk gebouwd, waarbij de buitenplaats Vliethoven verrees. Later kwamen er nog twee industriemolens. Een daarvan, gebouwd omstreeks 1780, werd later omgebouwd tot oliemolen. In 1874 werd het Tuikwerderrak afgesneden, dwars door de vroegere wierde. Zo ontstond het latere Dethmerseiland. Dit eiland vormde een afzonderlijke polder, de Tuikwerderpolder, die werd ontwaterd met een spinnenkopmolentje uit 1886. Omstreeks deze tijd is ook de wierde van Tuikwerd door afgraving verdwenen. Hij komt niet meer voor op 20e-eeuwse kaarten.
In 1838 richtte de landbouwer Jacob Hessels Dethmers een nieuwe steenbakkerij in Tuikwerd op. Hij werd opgevolgd door zijn zoon Pieter Dethmers, die de fabriek In 1916 overdeed aan de schoonzoon H.K. Jansen. Johannes Ruiter (1861-1936) was geruime tijd brandmeester op deze steenfabriek. In 1958 werd de fabriek gesloopt, waarna het terrein klaar werd gemaakt voor bebouwing.

### Naoorlogse ontwikkelingen
Na de Tweede Wereldoorlog was de wederopbouw in volle gang. Er werd snel gebouwd tegen lage kosten om de toentertijdse woningnood tegen te gaan. Na een generatie klonken kritische geluiden over het resultaat: zo zouden vooral in de woningwetsector kleine en grote uitbreidingsplannen van dorpen en steden, een enkele uitzondering daargelaten, een afschuwelijke eentonigheid gemeen hebben en zou er noch architectonisch, noch stedebouwkundig veel fantasie in die plannen gestopt zijn.
In 1968 werd begonnen met de bouw van een diepzeehaven in Delfzijl, die een stimulans moest vormen voor de ontwikkeling van Noord-Nederland. In dat kader werd een uitgebreid woonprogramma ontwikkeld voor de stad, in eerste instantie met stempelwijken ten noordwesten van de stad. Toen de diepzeehaven in 1973 gereed kwam was de industriële groei over zijn hoogtepunt. Het grootste industrieterrein bleef daardoor voor grote delen braakliggend.

### Plan Tuikwerd
De wijk Tuikwerd werd vanaf eind jaren 1970 ten zuidwesten aangelegd op het gebied van de voormalige wierde Tuikwerd tussen het Damsterdiep (de oude Delf) en het Eemskanaal. Deze door architect Hubert Kause in samenwerking met het stedenbouwkundig bureau Hajema en de Woningstichting Delfzijl ontworpen wijk zou een van de schaarse voorbeelden worden van een uitbreidingsplan dat qua vorm en situering uitstak boven de eenvormigheid en eentonigheid die troef waren in de naoorlogse wederopbouwarchitectuur.

### Ontwikkelingen sinds de jaren 1980
Delfzijl bereikte in 1980 een bevolkingspiek van circa 34.000 inwoners, daarna kromp bevolking gestaag. Als gevolg daarvan leed Tuikwerd onder toenemende leegstand en de demografie van de wijk veranderde. De aanvankelijk gewaardeerde 'menselijke maat' werd aanleiding voor problemen en het oorspronkelijke enthousiasme voor het project verzandde. Het besloten karakter, de groenaanleg, de kleine weggetjes en ooit vanwege de intieme dorpse sfeer geprezen paadjes werden steeds minder gewaardeerd omdat ze een gevoel van onveiligheid gaven. Nadat de wooncorporatie woningen aan huurders ging verkopen en particulieren in hun woning investeerden stopte de neergang van Tuikwerd.
Op 1 januari 2012 had de wijk ongeveer 3.110 inwoners. De bevolking van Delfzijl kromp door tot 25.000 inwoners in 2017. Dit had veel leegstand tot gevolg, die de gemeente probeerde te ondervangen door woningen te slopen. Omdat men voor Tuikwerd perspectief zag is in de wijk niet gesloopt. Toch maakte de wijk anno 2017 een matige indruk. Het centrale plein had een schrale stenige uitstraling. In de wijk kwamen veel typische achterkantsituaties voor. De woningen hadden een wisselende staat van onderhoud, terwijl de woningen van de corporatie juist goed onderhouden waren. De wijk had ook last van de aardbevingsproblematiek als gevolg van de aardgaswinning. Omdat scheuren in de betonnen casco’s niet versterkt konden worden was de verwachting toen dat mogelijk de hele wijk gesloopt moest worden.

## Wijkontwerp

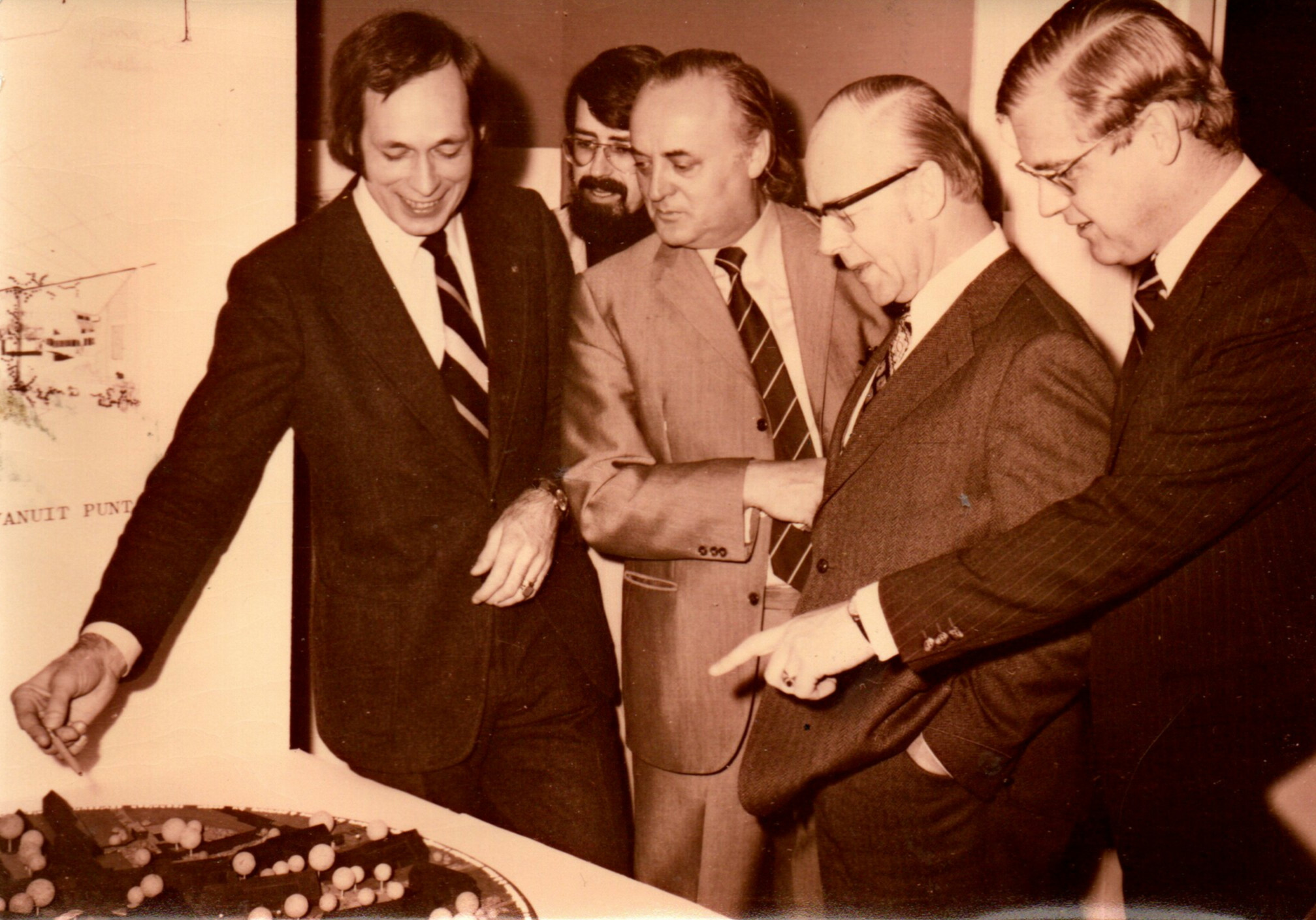
De architect Hubert Kause (links) presenteert ontwerpserie E540 aan het gemeentebestuur van Delfzijl, waaronder burgemeester Paul Scholten (1973)

Het ontwerp van deze naoorloogse wijk was gebaseerd op 324 gevarieerde, betaalbare en op menselijke maat gemaakte experimentele woningwetwoningen, ontwikkeld door architect Hubert Kause in samenwerking met stedenbouwkundige Rein Hajema en gemeente Delfzijl.

### Beschrijving
Het wijkplan bestaat uit woningen waarvoor Kause een destijds innovatief systeem ontworpen had. Deze woningen hebben een breedte van 5,40 meter, uit te bouwen in stappen van 60 cm. Binnen dit systeem is met een aantal standaardelementen voor de keuken, entree, trap, badkamer en technische ruimte een veelheid aan woningtypen te configureren.
Het stedenbouwkundig plan, uitgewerkt in samenwerking met Hajema, heeft tot doel de landschappelijke elementen te behouden en te versterken. Hierbij werd onder meer een naastgelegen boerderij ongemoeid gelaten. De Farmsumerweg richting Appingedam bleef als landschappelijke lijn behouden, terwijl het autoverkeer ten noorden en zuiden om het plan werd geleid. Voorts bevat het plan een centraal plein omringd door meerlaagse bebouwing, met tweekamerappartementen op de begane grond en eengezinswoningen daarboven. Om de hof liggen woonerven met woningblokken van twee tot vijf verschillende woningtypen, waterpartijen en een grote groenstrook. Auto's werden in de meeste gevallen geacht niet niet direct bij de woningen geplaatst te worden, maar op centrale parkeervakken.
De woningen hebben laag doorgezette dakvlakken onder een hoek van 45 graden. Binnen de woning en de stedenbouwkundige opzet is een scheiding tussen de activiteiten- en ontmoetingszone aan de voorzijde, waar de bergingen en keukens zijn gelegen en de privacy-zone met de woonkamer aan de tuin aan de achterzijde. Dakkappen lopen door over bergingen en knikken soms weer omhoog. Door toevoeging van kleuraccenten kregen de woningen een individueel karakter.

### EX 73 - 163
Het plan kreeg van de staat het predicaat van experimentele woningbouw en daarmee de officiële werktitel EX 73 - 163 vanwege de toepassing van een aantal woningtypen uit de zogenaamde ‘ontwerpserie 540’ van Kause, de menging van deze woningtypen, met het oogmerk om daarmee ook een menging van gezinstypen en levensfasen binnen het project te bevorderen; de stedenbouwkundige opzet, met daarbij in het bijzonder het accent op ’ontmoetingsruimten’ en de aankleding en inrichting daarvan. Dit zogenaamde predicaat werd toegewezen door toenmalig Minister van Vokshuisvesting en Ruimtelijke Ordering, Hans Gruijters. Het betekende dat het rijk voor de uitvoering van het bebouwingsplan een extra financiële bijdrage verleende.
Van de experimentele woningbouwprojecten lijkt Tuikwerd de meest ‘normale’ wijk omdat het te beschouwen is als prototype van bloemkoolwijken die, gedomineerd door baksteen- en pannenarchitectuur, in de jaren 1980 overal in Nederland werden gebouwd.

### Waardering en kritiek
Bij de oplevering van Tuikwerd in 1978 waren de bewoners lovend over hun onderkomen, verwijzende naar onder meer het uitzicht, de speelruimte voor kinderen en het idee dat de wijkopzet een goede verstandhouding van de buren bevorderde.
Maar toen de bevolking van Delfzijl in loop van de jaren 1980 begon te krimpen leed Tuikwerd aan toenemende leegstand en de demografie van de wijk veranderde, waardoor de aanvankelijk gewaardeerde 'menselijke maat' aanleiding voor problemen werd en het het oorspronkelijke enthousiasme voor het project verzandde: het besloten karakter, groen, de kleine weggetjes en ooit vanwege de intieme dorpse sfeer geprezen paadjes begonnen verguisd te worden omdat ze een gevoel van onveiligheid zouden geven.

## v.v. Oosterhoek
Tuikwerd had een eigen voetbalploeg, de v.v. Oosterhoek. Deze ontleent zijn naam aan de streek Oosterhoek ten oosten van Delfzijl en was oorspronkelijk de club van de dorpen die in dat ontvolkte en geïndustrialiseerde gebied gesloopt zijn.